# Burowwater
Burowwater (liquor burowi) is een desinfecterende oplossing van aluin en lood(II)acetaat die in de vorige eeuw werd gebruikt om zwellingen door bijvoorbeeld insectenbeten snel te laten verdwijnen. Ook behandeling van bloeduitstortingen is effectief met burowwater.
Omdat het lood bevat, is het inmiddels om gezondheidsredenen verboden. In verschillende landen weer loodvrij geïntroduceerd in de vorm van aluminiumtriacetaat (Solutio aluminii acetici malici).
Burowwater is genoemd naar de Duitse oogarts Karl Heinrich Burow (1809-1874).